# St. Martin (Boos)

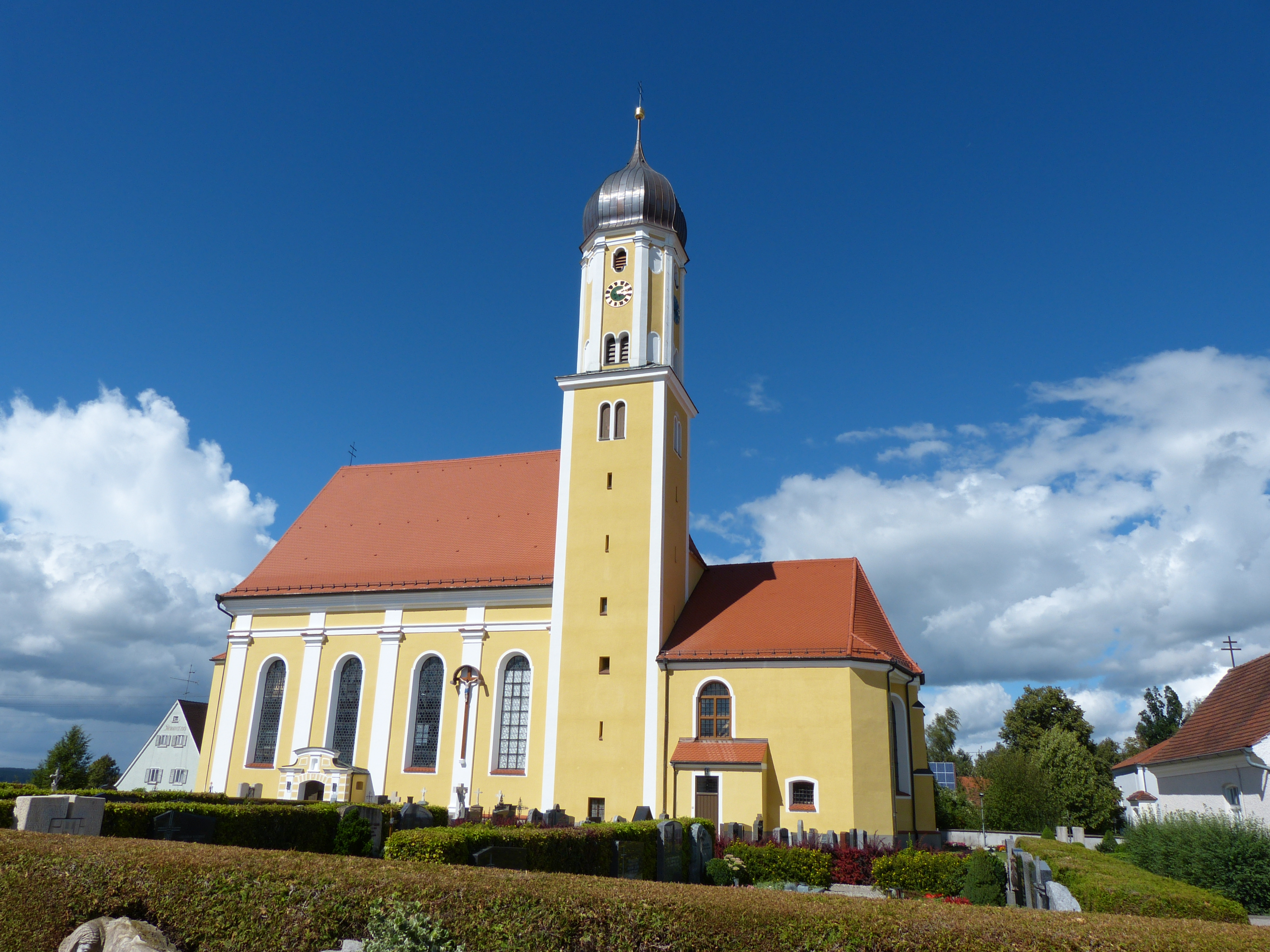
Kirche St. Martin in Boos

Die katholische Pfarrkirche St. Martin im oberschwäbischen Boos im Landkreis Unterallgäu in Bayern steht unter Denkmalschutz. Die im 14. Jahrhundert erstmals erwähnte und früher den Fuggern gehörende Kirche wurde in ihrer heutigen Baugestalt Anfang des 18. Jahrhunderts fertiggestellt. Sie ist weithin im unteren Illertal zu sehen und stellt mit ihrem 34 Meter hohen Turm einen starken städtebaulichen Akzent im Dorfmittelpunkt dar.

## Geschichte
Die älteste Erwähnung fand die Kirche in einem Pfarrbeschrieb aus dem Jahre 1312. Heinrich von Reichau stiftete 1315 das Frühmessbenefizium. Als die Kirche im Besitz der Memminger Patrizierfamilie Stebenhaber war, wurde für kurze Zeit auch in St. Martin die Reformation eingeführt. Als der Besitz 1551 an die Fugger überging, setzten diese den alten Ritus wieder durch und der Ort wurde rekatholisiert. Die ältesten Baubestandteile sind der Chor aus dem 14. bis 15. Jahrhundert und der gotische Unterbau des 34 Meter hohen Kirchturmes. Michael Stiller errichtete in den Jahren 1711 bis 1713 das  Langhaus, nachdem das alte abgebrochen worden war, sowie die drei westlichen Achsen der Nordwand des Chores neu. Das Turmobergeschoss wurde im Jahr 1728 erneuert. Aus dieser Zeit stammt vermutlich auch der Emporenaufgang vor der Westfassade. Eine umfassende Außenrenovierung fand 1975 statt, die letzte Außen- und Innenrenovierung wurde 2011 abgeschlossen.

## Baubeschreibung

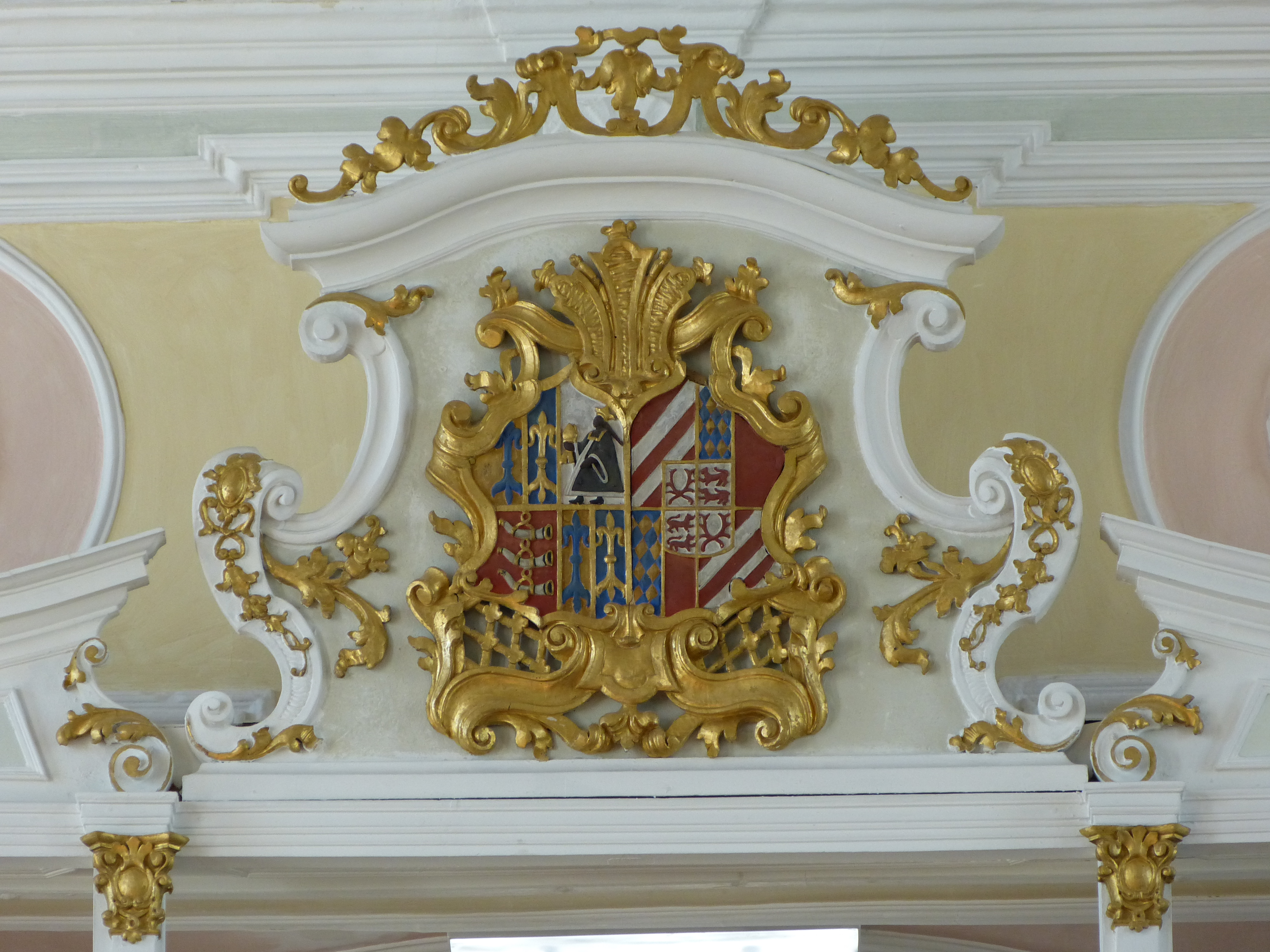
Allianzwappen Fugger (von der Lilie) und Schenk von Castell an der Fürstenloge aus dem 18. Jahrhundert

Das einschiffige Langhaus mit vier Fensterachsen trägt ein Tonnengewölbe mit Stichkappen. Die Fenster haben abgesetzte Rundbögen und die Fassade ist mit toskanischen Pilastern gegliedert. Die Pilaster im Inneren tragen verkröpfte Gebälkstücke. Der östliche Langhausgiebel besitzt drei querovale Fenster. Die Westfassade ist ebenfalls mit Pilastern und der Giebel durch Gesimse und Lisenen gegliedert. Innen an der Westseite ruht eine zweigeschossige Empore auf toskanischen Holzsäulen. Eine dreiteilige Fürstenloge aus dem zweiten Viertel des 18. Jahrhunderts in der Mitte der unteren Empore trägt ein Allianzwappen der Fugger (von der Lilie) und Schenk von Castell, das heißt der letzten Booser Fugger: Graf Christoph Moritz und dessen Gemahlin Maria Walburga, geborene Schenk von Castell, die am 6. Februar 1758 geheiratet haben.
Der eingezogene Chor schließt sich durch einen gedrückten Chorbogen mit einem 5/8-Schluss an das Langhaus an. Der Chor trägt ein flaches Tonnengewölbe aus Holzlatten. Am Chorschluss befinden sich dreikantige Strebepfeiler mit Wasserschlag. Die nördliche Fassade des Chores ist mit Pilastern gegliedert. Innen hat der Chor ein umlaufendes Gebälk und ist ebenfalls mit Pilastern gegliedert.
Der Kirchturm befindet sich an der Südseite des Chores. Der Unterbau ist ungegliedert. Im Untergeschoss sind Ansätze eines Kreuzgewölbes erkennbar. Das Obergeschoss hat nach allen Seiten gekoppelte Klangarkaden. Der Turmunterbau mit quadratischem Grundriss trägt einen oktogonalen Aufbau. Dort sind ebenfalls nach allen Seiten Klangarkaden angebracht. Die Zwiebelkuppel ist mit Kupferblech gedeckt.
Der zweigeschossige rechteckige Bau der Sakristei befindet sich an der Südseite des Chores und ist nach Osten dreiseitig geschlossen. Beide Geschosse haben Flachdecken. Der Aufgang zur Empore befindet sich vor der Westfassade. Der querrechteckige Anbau hat in der Mitte ein rundbogiges Fenster, seitlich zwei runde geschlossene Querfenster und trägt ein Walmdach. Der Aufgang zur Kanzel nördlich des Langhauses ist als querrechteckiges Türmchen ausgeführt, das eine blechbeschlagene Zwiebelkuppel trägt.

## Ausstattung

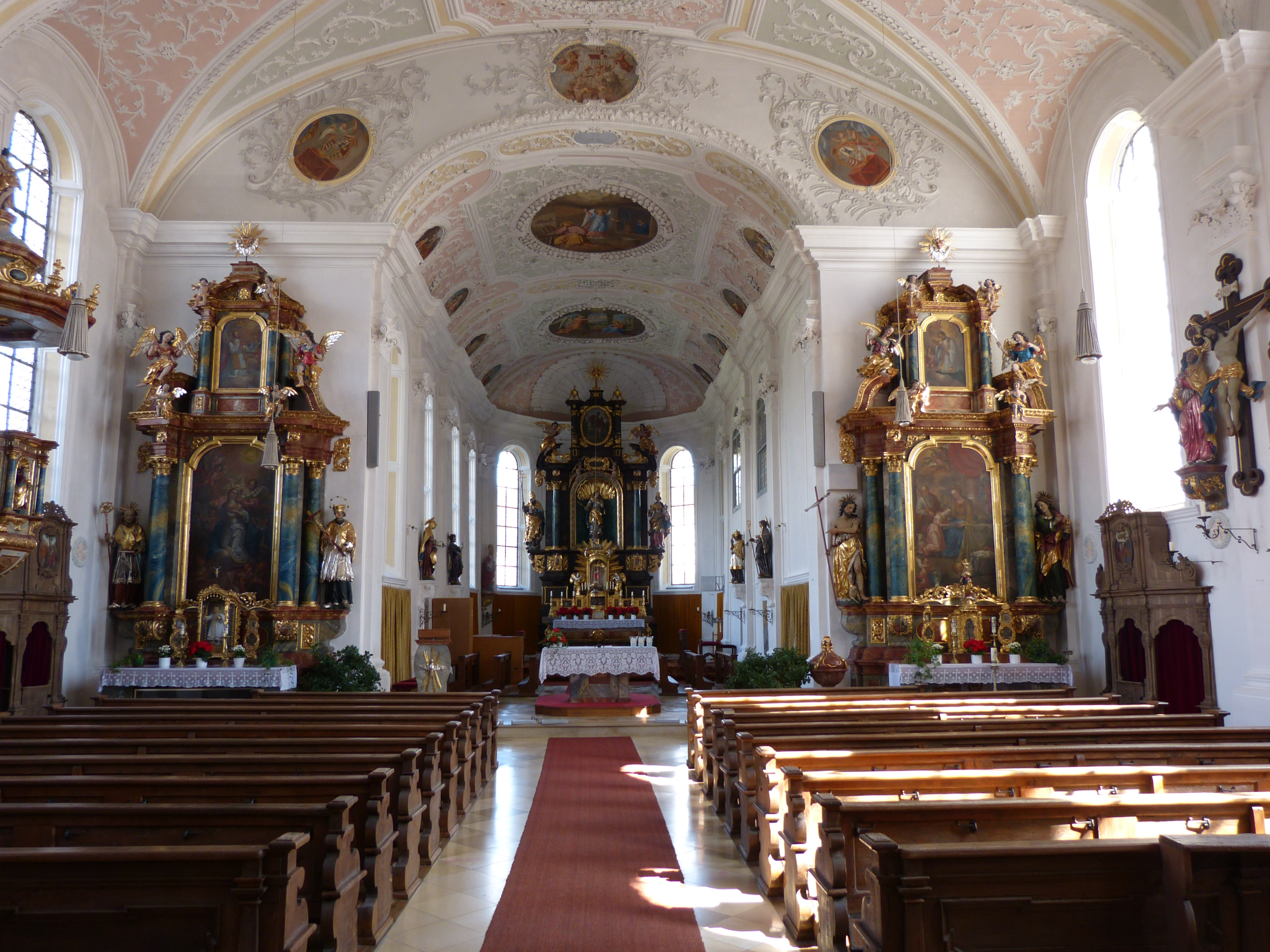
Innenansicht

### Altäre
Der Hochaltar stammt aus der Zeit um 1713 und besteht aus einer grau marmorierten sarkophagförmigen Mensa und dem Altaraufbau aus schwarz marmoriertem Holz. Die Immaculata in der Mitte des Aufbaus schuf vermutlich Ignaz Waibel; sie ist von vergoldetem Dekor mit Akanthus- und Fruchtgehängen umrahmt. An Stelle der Figur der Immaculata kann auch ein Altarblatt mit der Darstellung der Muttergottes mit Schutzengeln von Johann Friedrich Sichelbein eingesetzt werden. Freisäulen vor geteilten Pilastern flankieren den Hochaltar. Auf den Konsolen befinden sich Figuren.
Die beiden Seitenaltäre sind aus der Zeit um 1720/1730 und bestehen aus marmorierten Holzaufbauten. In den Mensen befinden sich Reliquienschreine. Im linken Seitenaltar ist im Altarbild die heilige Katharina dargestellt. Auf den Konsolen stehen Figuren des heiligen Franz von Sales und des heiligen Johannes von Nepomuk. Im Auszug ist der heilige Ignatius von Loyola dargestellt. Der rechte Seitenaltar enthält ein Bild der Heiligen Anna und Maria. Der rechte Seitenaltar ist von Figuren Johannes des Täufers und des Evangelisten Johannes flankiert. Der heilige Franz Xaver ist im rechten Auszugsbild dargestellt.

### Kanzel

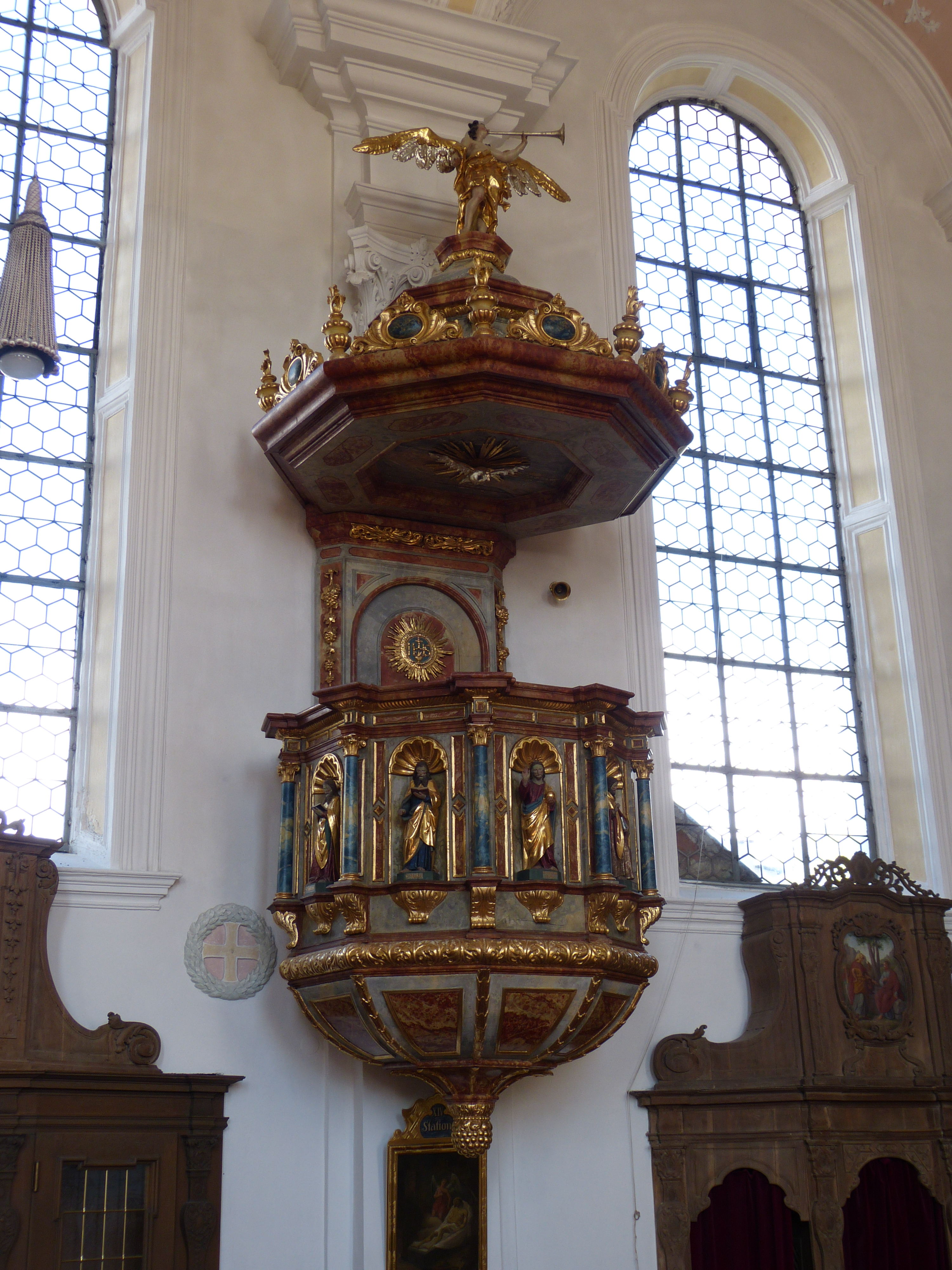
Kanzel

Die Kanzel wurde um das Jahr 1730 gefertigt und besteht aus marmoriertem Holz. Der polygonale Korb ist mit Freisäulen gegliedert. In den Feldern dazwischen befinden sich neugotische Figuren. Die Kanzeltür ist von Lisenen mit Fruchtgehängen flankiert. Auf dem Schalldeckel der Kanzel befindet sich ein Posaunenengel.

### Gestühl
Die beiden westlichen Beichtstühle wurden um das Jahr 1720 gefertigt. In der von Voluten flankierten Bekrönung befinden sich Bilder der Heiligen Petrus und Magdalena. Die Beichtstühle an der Ostseite sind Nachbildungen aus dem 19. Jahrhundert. In der Bekrönung befinden sich Bilder von Jesus und der Samariterin am Brunnen sowie dem Gleichnis vom verlorenen Sohn. Das schlichte Laiengestühl stammt von 1713 und hat geschwungene Wangen. Aus dem Anfang des 18. Jahrhunderts stammt die Kommunionbankbalustrade.

### Gemälde

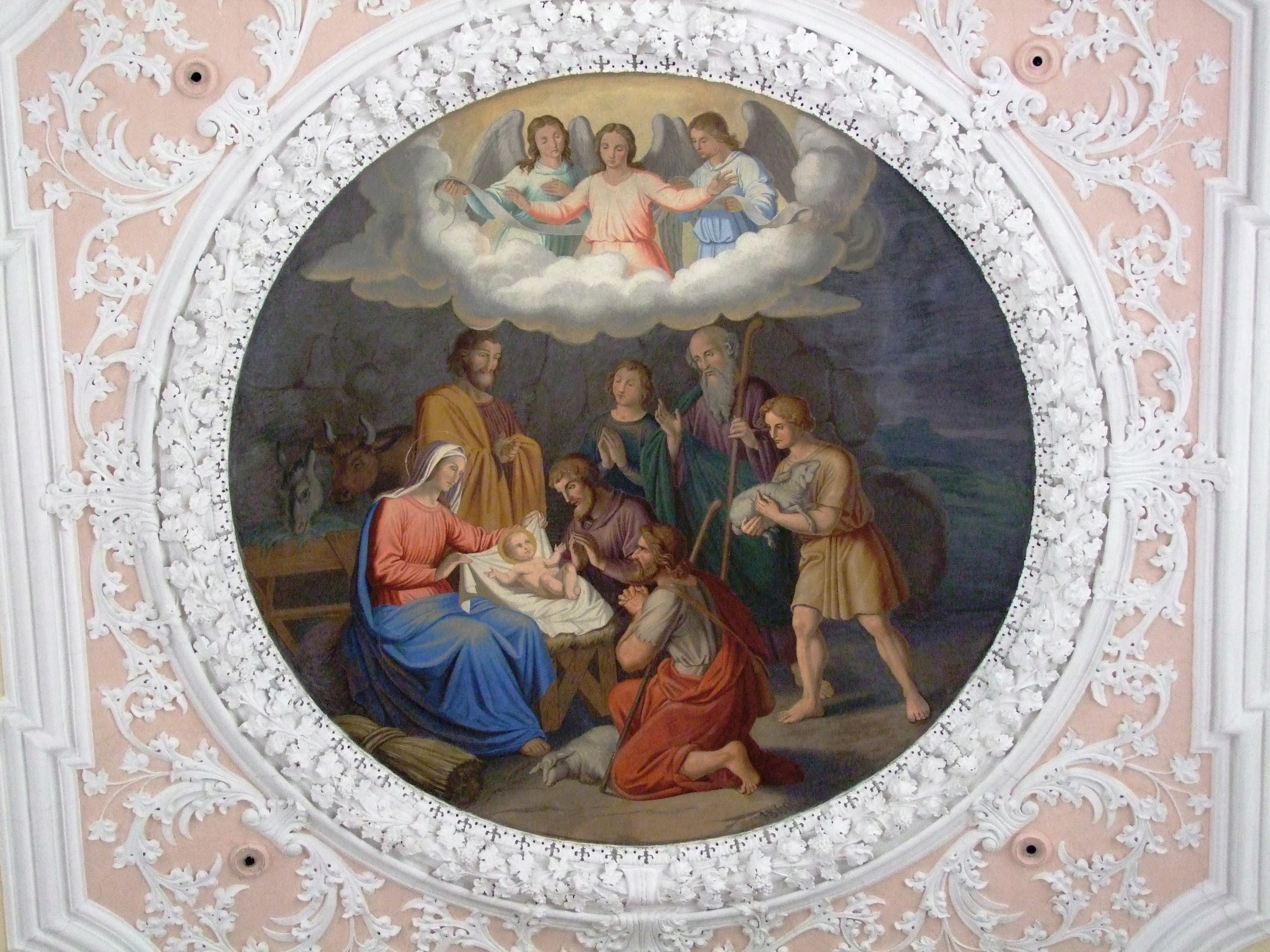
Fresko mit der Darstellung der Anbetung der Hirten

Die Gemälde im Chorbogen zeigen in drei ovalen Feldern von Engeln gehaltene Wappen. Auf dem mittleren Feld ist die auf den Felsen gegründete Kirche in der Form um das Jahr 1713 dargestellt. Die Gemälde im Chor und Langhaus von Thomas Guggenberger und Leo Scheerer wurden während der Restauration von 1859 bis 1861 geschaffen. Die Verkündigung und der Traum von Joseph im Chor sind mit „Th. Guggenberger pinx 1860“ signiert. Die acht seitlichen Medaillons zeigen alttestamentliche Engelsgeschichten. In den Hauptfeldern des Langhauses befinden sich Darstellungen der Anbetung der Hirten, der Flucht nach Ägypten und der Versuchung Jesu. Im Langhaus sind in den ovalen Medaillons neutestamentliche Engelsgeschichten dargestellt. Aus der Zeit um 1713 stammt das Bild Christus am Ölberg über der Empore. Aus der Mitte des 19. Jahrhunderts stammt das Gemälde über der unteren Empore mit dem heiligen Martin und einer Ansicht von Boos. Der heilige Isidor mit Engeln beim Pflügen, ebenfalls mit einer Ansicht von Boos, befindet sich an der Nordseite unter der unteren Westempore. In der Mitte zeigt ein Bild, wie Engel den Leichnam der heiligen Katharina bestatten und an der Südseite Die mystische Vermählung der heiligen Katharina. Die Bilder stammen aus der Zeit um 1713.

### Taufstein
Der Taufstein aus Rotmarmor stammt vermutlich vom Anfang des 18. Jahrhunderts. Das geriefelte Becken ruht auf einem gebauchten Rundpfeiler. Der kuppelförmig geschwungene Deckel ist aus marmoriertem Holz gefertigt und stammt aus der zweiten Hälfte des 18. Jahrhunderts.

### Figuren
In der Kirche befinden sich mehrere gefasste Holzfiguren. Ivo Strigel wird die Figur vom Ende des 15. Jahrhunderts des hl. Martin, wie er den Mantel teilt, zugeschrieben. Die Figuren des hl. Johannes von Nepomuk, der Walburga, Maria und des Joseph stammen aus der Mitte des 18. Jahrhunderts. Das Kruzifix mit Maria und Johannes ist vom Anfang des 18. Jahrhunderts. Die zwei Vortragekreuze stammen ebenso aus dem 18. Jahrhundert wie die Figur des hl. Sebastian.
In der Kirche befinden sich sechs Prozessionsstangen unterhalb der Empore. Auf den Prozessionsstangen befinden sich gefasste Holzfiguren. Aus der ersten Hälfte des 17. Jahrhunderts stammen die Figuren des hl. Rochus und des hl. Sebastian. Aus dem 18. Jahrhundert die Figuren eines Schutzengels, des Erzengels Michael, des hl. Viktorian und der hl. Walburga.

### Grabdenkmäler
In der Kirche befindet sich ein Epitaph für Johanna Katharina von Fugger-Boos († 1734) als Rotmarmorrelief mit Allianzwappen und Inschriftenkartusche. Ein weiteres Epitaph für ein Mitglied der Familie Fugger-Boos stammt von 1760/1770; die Inschrift ist verwittert, die Vergoldung des Rocailledekors ist noch erhalten. Der Grabstein eines Pfarrers aus dem 16. Jahrhundert ist stark zerstört. Ein Sandsteinepitaph an der südlichen Fassade stammt aus der ersten Hälfte des 19. Jahrhunderts. Auf Metalltafeln in der Kirche und an der Außenfassade des Langhauses befinden sich Epitaphinschriften für Franz Ignaz Gast († 1728), Martin Schmid († 1730), Maria Franziska von Kolb († 1773), Johann Nepomuk Ignaz von Kolb († 1793) und Caecile von Neth († 1789).

## Orgel

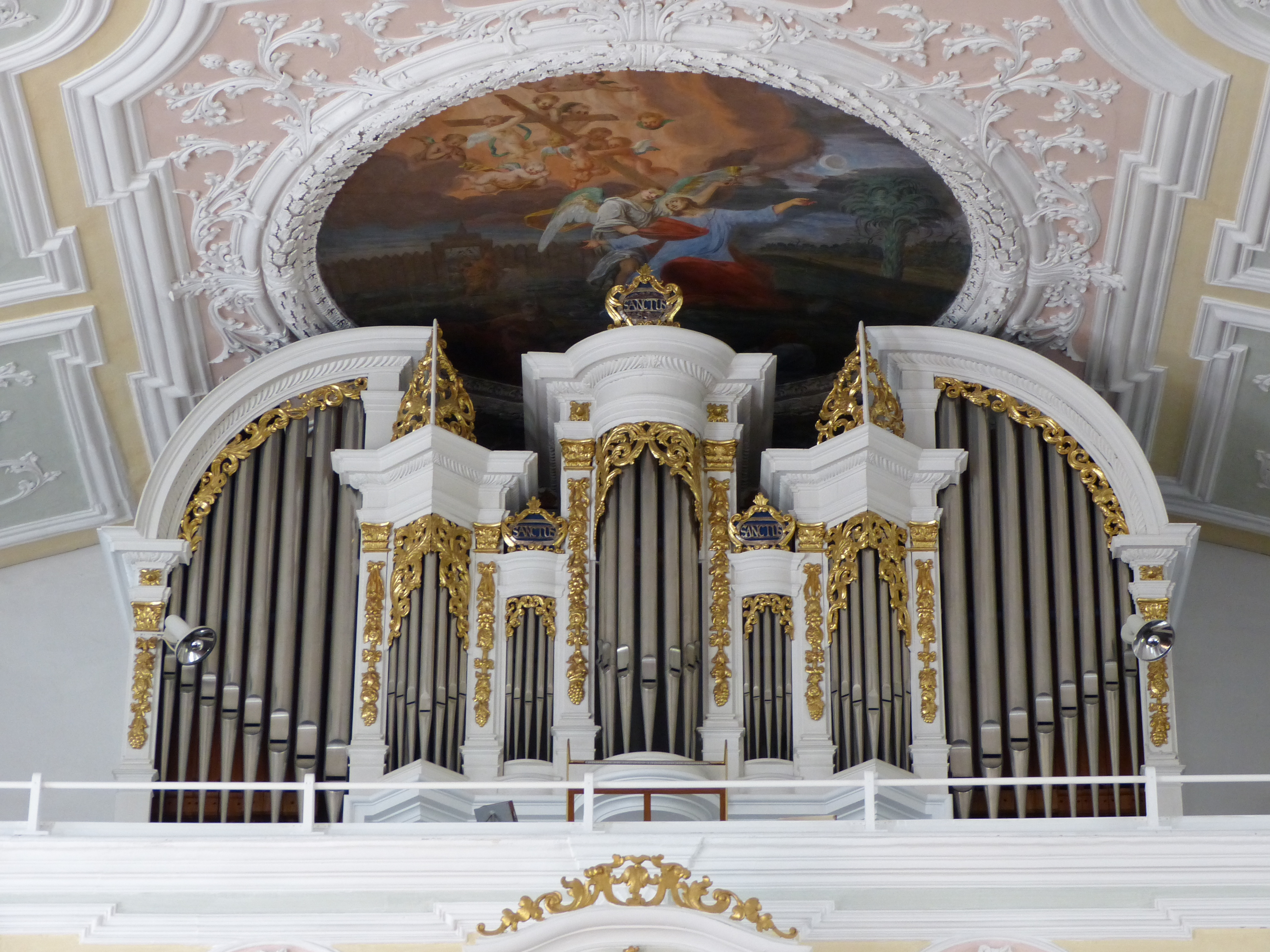
Die Pröbstl-Orgel

Die Orgel befindet sich auf der oberen Empore. Bereits um 1725 war eine Orgel eines unbekannten Erbauers vorhanden. Das derzeitige Instrument stammt aus der Werkstatt des Füssener Orgelbauers Balthasar Pröbstl und wurde 1894 erbaut. Um das Werk passend in ein Gehäuse unterzubringen, erweiterte Pröbstl den ursprünglich fünfteiligen barocken Prospekt um die beiden segmentbögigen Seitenfelder. Die Orgel wurde 1983 von Gerhard Schmid und zwischenzeitlich nochmalig von der Orgelbaufirma Maier (Hergensweiler) restauriert. Die Orgel hat 15 Register, die auf zwei Manuale und Pedal verteilt sind. Die Disposition lautet wie folgt:
| I Manual C–f3 |       |
| Bourdon       | 16′   |
| Principal     | 8′    |
| Tibia         | 8′    |
| Gamba         | 8′    |
| Octav         | 4′    |
| Flöte         | 4′    |
| Octav         | 2′    |
| Mixtur        | 2 ⁄3′ |

| II Manual C–f3  |    |
| Geigenprincipal | 8′ |
| Gedackt         | 8′ |
| Salicional      | 8′ |
| Fugara          | 4′ |

| Pedal C–c1 |     |
| Subbass    | 16′ |
| Violon     | 16′ |
| Oktavbass  | 8′  |

- Koppeln: II/I, I/P, II/P

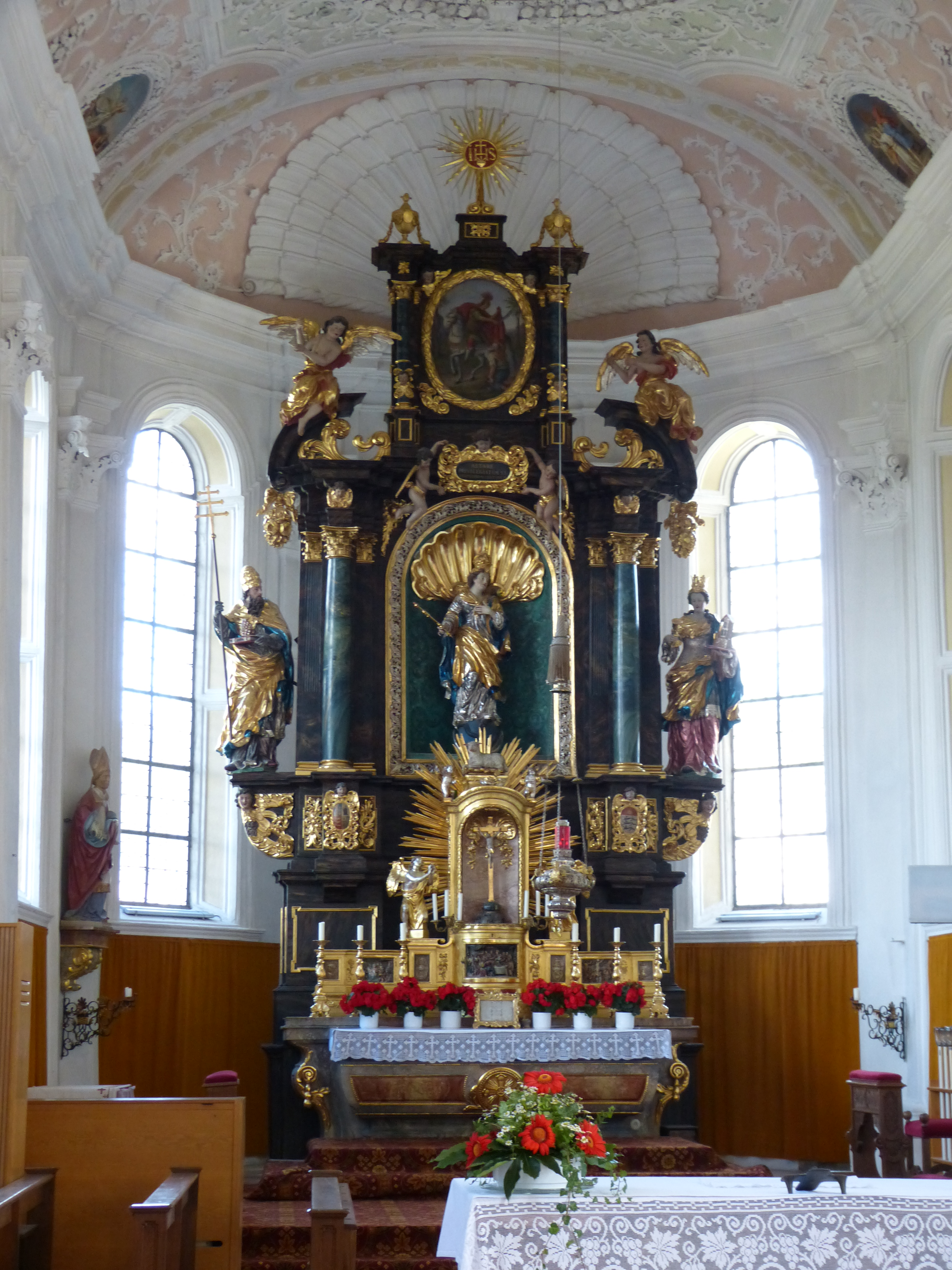
Hochaltar
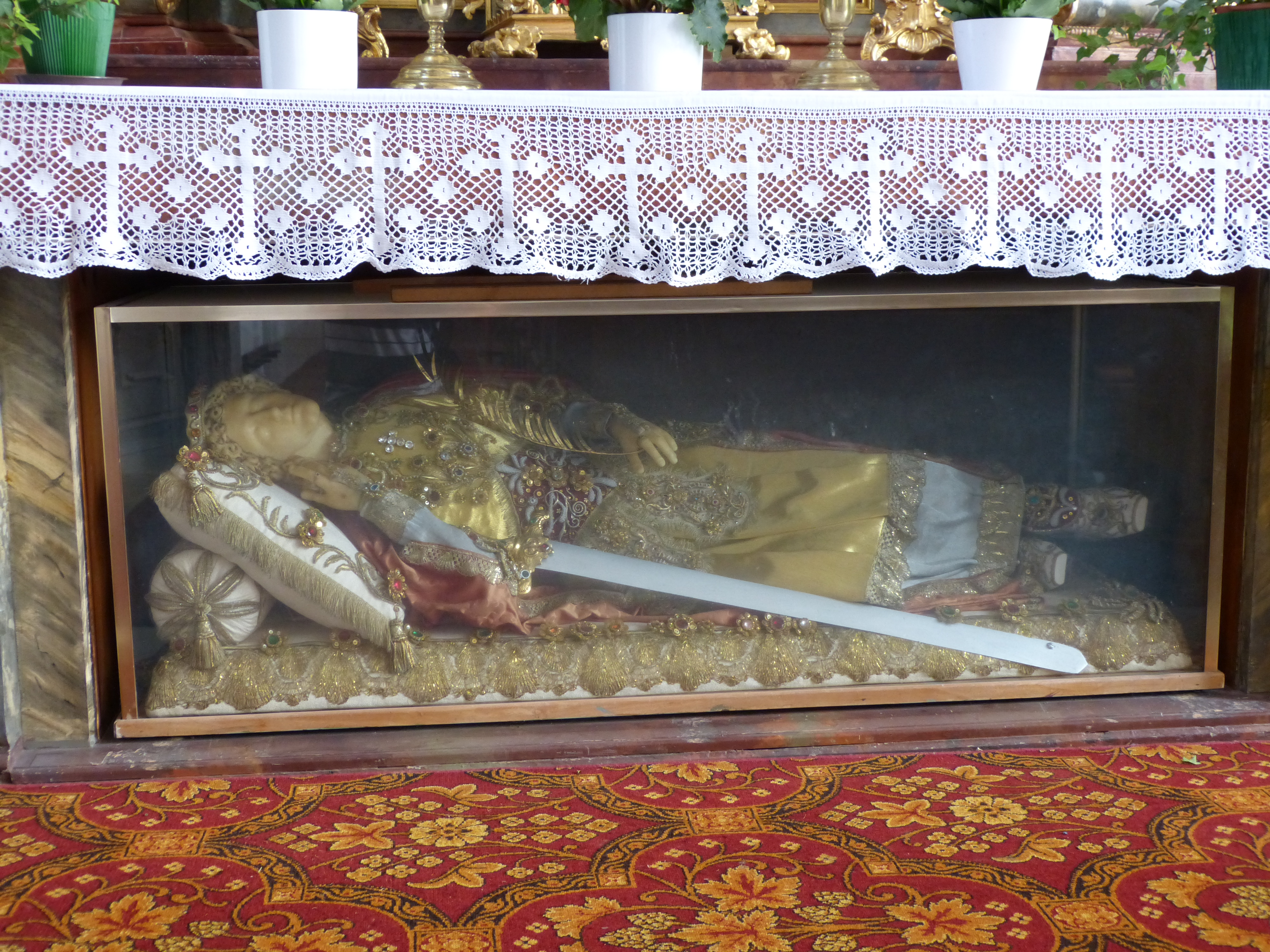
Reliquienschrein im linken Seitenaltar
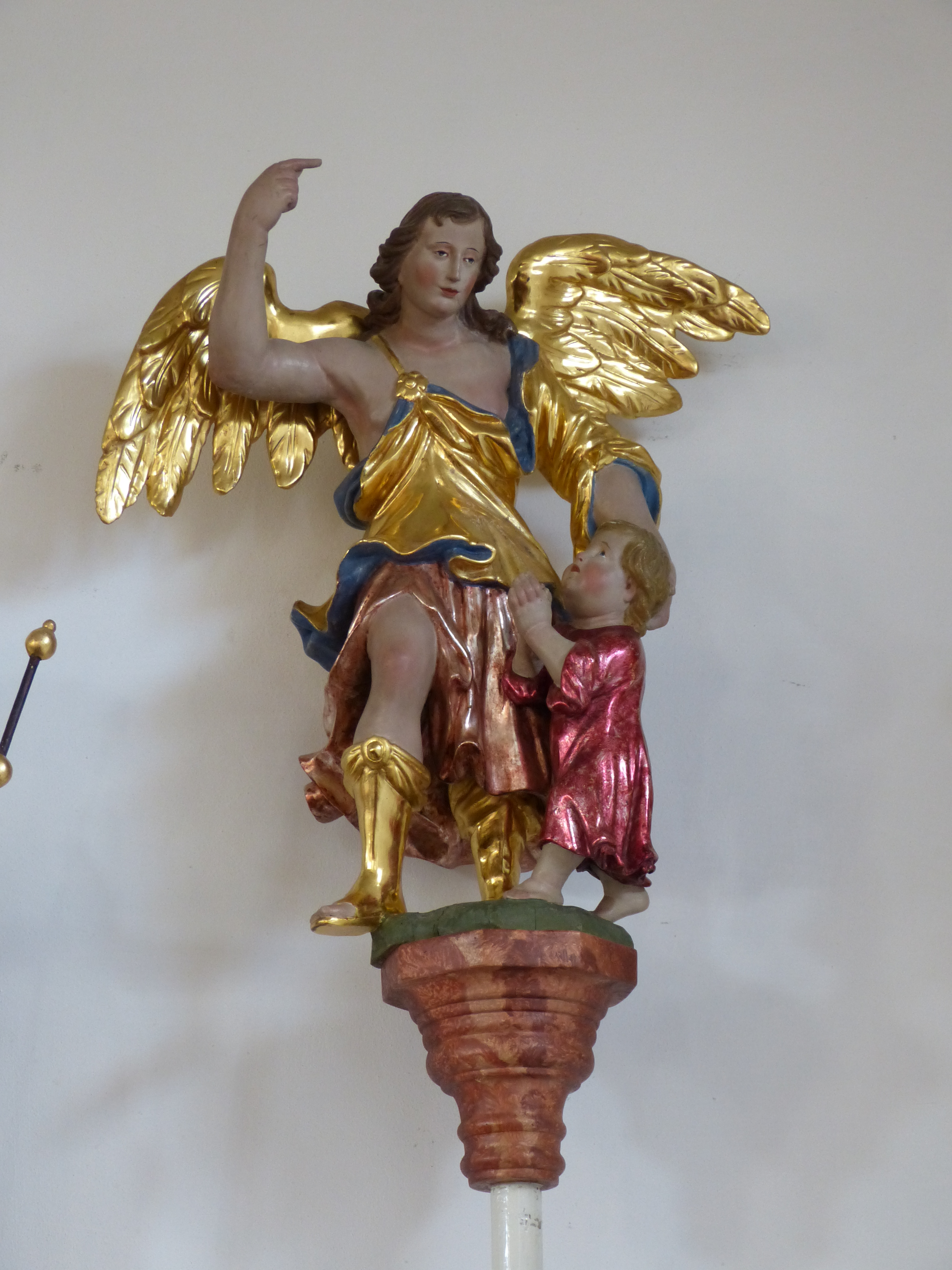
Schutzengelfigur auf einer Prozessionsstange, 18. Jahrhundert
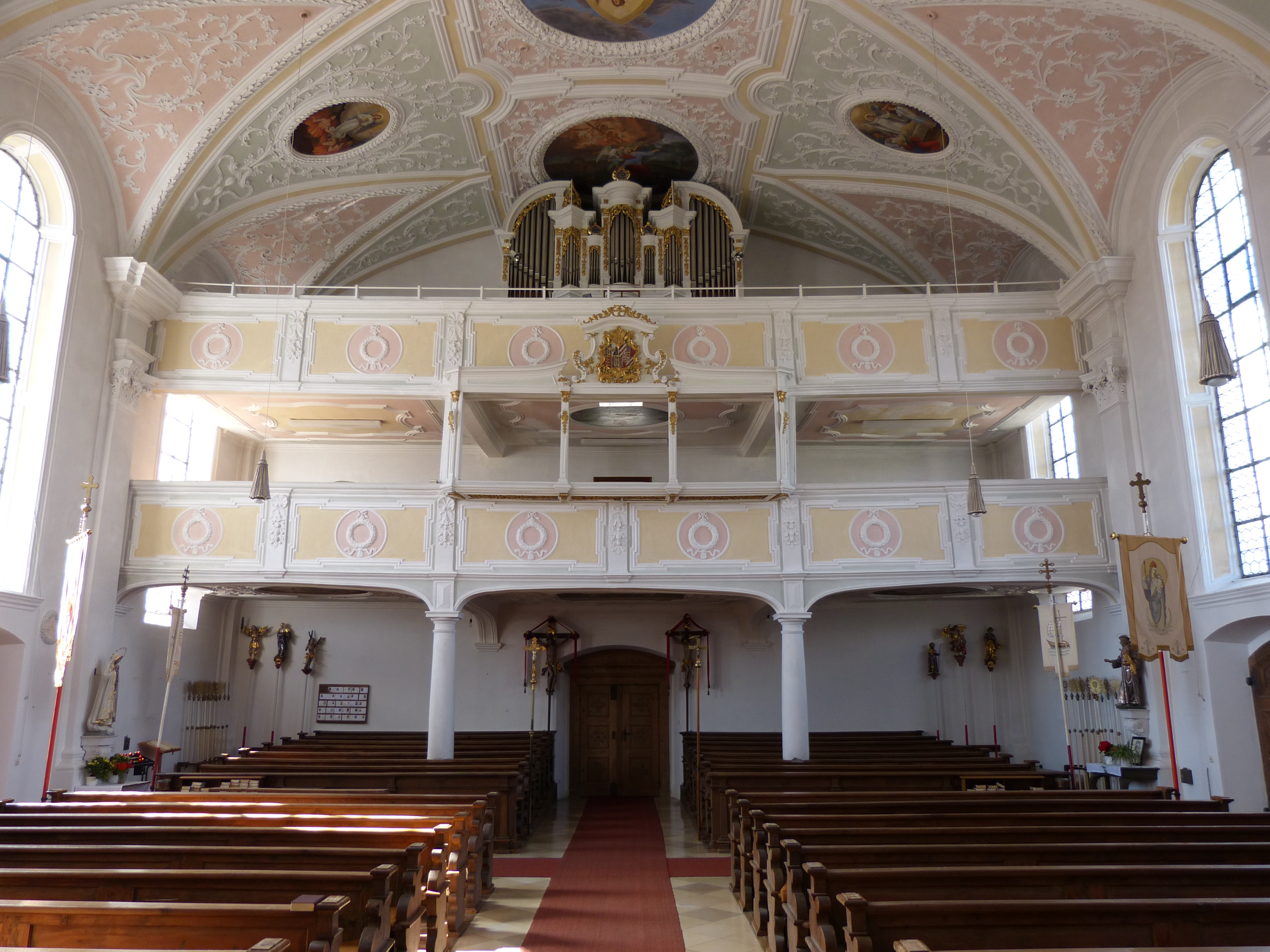
Westseite:Emporen und Pröbstl-Orgel